# فرودگاه شهری آگوستا
فرودگاه شهری آگوستا (به انگلیسی: Augusta Municipal Airport) یک فرودگاه همگانی بهره‌برداری هوایی است که یک باند فرود آسفالت دارد و طول باند آن ۱۲۸۰ متر است. این فرودگاه در کشور ایالات متحده آمریکا قرار دارد و در ارتفاع ۴۰۵ متری از سطح دریا واقع شده‌است.